# Hezhou
Hezhou, tidigare romaniserat Hohsien, är en stad på prefekturnivå i den autonoma regionen Guangxi i södra Kina.

## Administrativ indelning
Hezhou består av ett stadsdistrikt, två häraden och ett autonomt härad:
- Stadsdistriktet Babu - 八步区 Bābù qū;
- Häradet Zhongshan - 钟山县 Zhōngshān xiàn;
- Häradet Zhaoping - 昭平县 Zhāopíng xiàn;
- Det autonoma häradet Fuchuan för yao-folket - 富川瑶族自治县 Fùchuān yáozú zìzhìxiàn.